# Koen Liekens
Koen Liekens (Turnhout, 11 mei 1956) is een Belgisch kunstschilder.

## Biografie
Liekens volgde hoger kunstonderwijs  aan de Koninklijke Academie voor Schone Kunsten te Antwerpen. Hij was ook laureaat aan het Academie het Nationaal Hoger Instituut voor Schone Kunsten te Antwerpen.
Liekens stelde reeds vele malen individueel tentoon in België, Nederland en Frankrijk. Hij nam ook deel aan meerdere groepstentoonstellingen.

## Bekroningen
In 1981 ontving Liekens de Prijs Van Lerius en de Prijs Vincke-soeurs.